# Karl-Anders Wollter
Karl-Anders Ingvar Wollter, född 7 maj 1927 i Lund, död 3 april 2017 i Bandhagen, var en svensk jurist och diplomat.

## Biografi
Wollter var son till redaktör Kjell Wollter och Elsa Ekwall samt bror till skådespelaren Sven Wollter. Han blev Bachelor of Arts i USA 1949, var anställd på SKF 1949–1951 innan han tog juris kandidatexamen i Lund 1955. Han blev attaché vid Utrikesdepartementet (UD) 1955, tjänstgjorde i Helsingfors 1956, Bryssel och Antwerpen 1957, Oslo 1959, UD 1960, Monrovia 1961, UD 1963 och Moskva 1966. Wollter blev ambassadråd i Moskva 1970, generalkonsul i Leningrad 1972, tjänstgjorde vid UD 1972, kansliråd 1972, biträdande utrikesråd 1973, ambassadör i Lagos och Accra 1974, jämte Porto-Novo och Niamey 1976, Buenos Aires 1977, Mexico City 1980 och var till utrikesministerns förfogande 1985. Han var ambassadör i Madrid 1986–1989 och därefter i Aten 1989–1992.
Han var Sveriges förhandlingsledare i olika bilaterala handelsförhandlingar 1972–1974 samt sakkunnig vid delegationen till FN:s 40:e generalförsamling 1985.
Under sin ämbetstid som Sveriges ambassadör i Buenos Aires var han aktiv i sökandet efter den svensk-argentinska flickan Dagmar Hagelin som av misstag greps och sedermera mördades av den argentinska juntan under Det smutsiga kriget. 
Wollter var gift 1955–1960 med Margareta Hegardt, dotter till rådmannen Carl Hegardt och Blenda, född Koch. Tillsammans hade de sonen Anders, (född 1956 i Göteborg). Han gifte sig för andra gången 1961 med Ulla Ekwall (född 1939), och tillsammans fick de barnen Mikael (född 1962 i Monrovia), Sven (född 1963 i Monrovia), Maria (född 1966 i Stockholm) och Kristina (född 1979 i Buenos Aires).
Karl-Anders Wollter är gravsatt i minneslunden på Sundbybergs begravningsplats.